# Charles Richard Wilson
Charles Richard Wilson znany też jako Ricky Wilson, (ur. 17 stycznia 1978 w Keighley, w hrabstwie West Yorkshire) – angielski wokalista, muzyk, kompozytor i autor tekstów. 

## Życiorys
Po ukończeniu szkoły średniej w Leeds rozpoczął studia z zakresu sztuk graficznych i designu na uniwersytecie w Leeds. W 2000 uzyskał bakalaureat tej uczelni, a następnie przez rok prowadził zajęcia dla studentów Karierę muzyczną rozpoczął w 1997 występując w zespole Runston Parva (znany potem jako Parva). W 2003 został wokalistą zespołu Kaiser Chiefs. W czasie koncertów zespołu wyróżniał się temperamentem scenicznym i starannie dobranym strojem złożonym z żakietu, kamizelki, spodni jeansowych i spiczastych butów.
W 2009 zagrał niewielką rolę w filmie Dziewczyny z St.Trinian 2, a w 2010 wystąpił w filmie Harry Potter i Insygnia Śmierci jako Dirk Creswell. We wrześniu 2013 został jurorem w trzeciej edycji programu The Voice UK, realizowanego przez stację telewizyjną BBC One. W kolejnej edycji programu zwyciężył jego podopieczny Stevie McCrorie.
Od września 2015 prowadzi w niedzielę własny program w Radiu X. Jest laureatem Ivor Novello Awards.